# Baldassare Cenci (Kardinal, 1710)

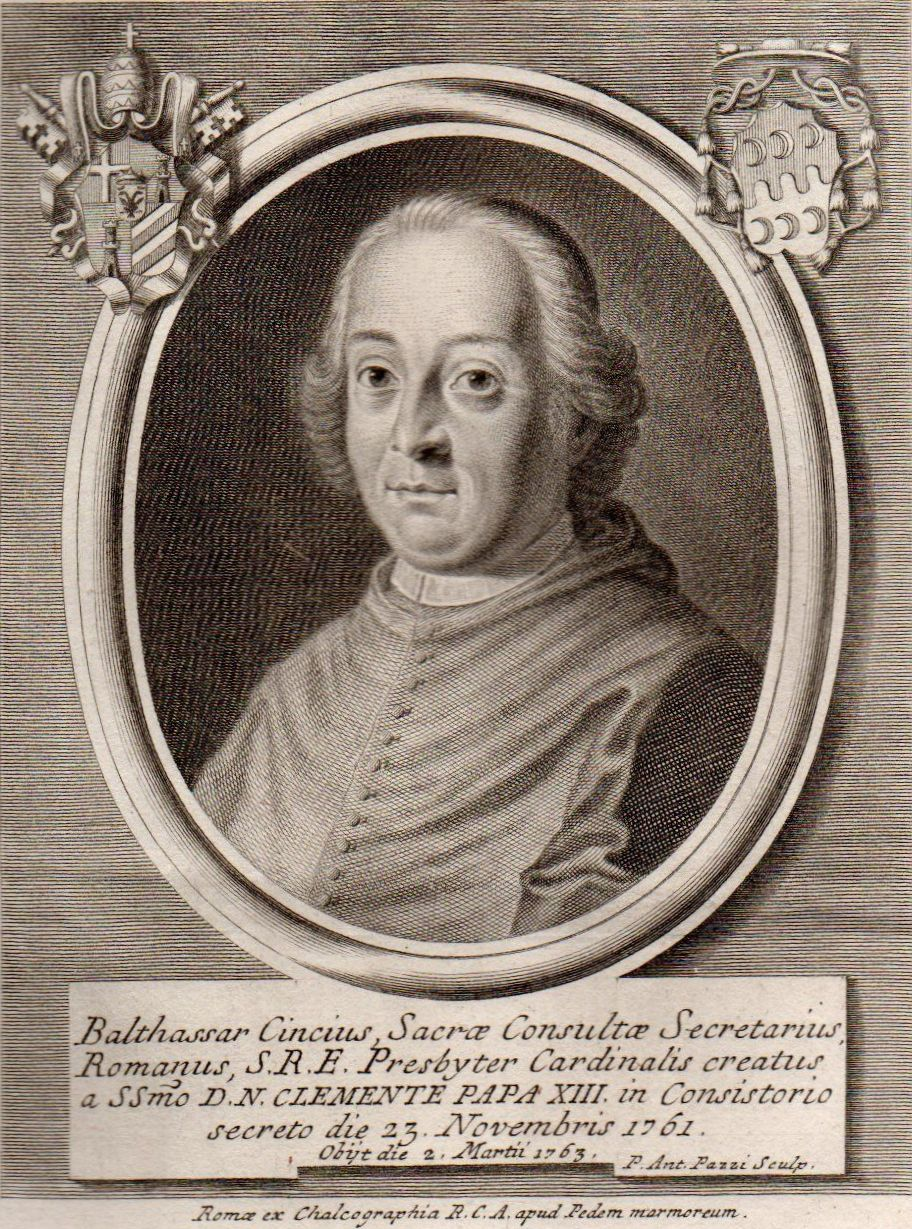
Baldassarre Kardinal Cenci (Porträtstich von Pier Antonio Pazzi, 18. Jhd.)

Cencis Kardinalswappen

Baldassare Cenci (der Jüngere), auch Baldassarre Cenci (* 1. November 1710 in Rom; † 2. März 1763 in Nettuno) war ein italienischer Kardinal der Römischen Kirche.

## Leben
Baldassare Cenci war das fünfte von sieben Kindern des Tiberio Cenci und dessen Ehefrau Eleonora (Maddalena) Costaguti. Auf mütterlicher Seite waren seine Urgroßonkel Vincenzo Costaguti und Giovanni Battista Costaguti ebenfalls Kardinäle, wie auch sein Onkel väterlicherseits Baldassare Cenci, dessen Namen er trug. Weitere Kardinäle aus der alten und angesehenen Familie der Cenci waren Tiberio Cenci und Serafino Cenci. Baldassare Cenci begann 1727 ein Studium an der Päpstlichen Akademie für den kirchlichen Adel und schloss mit dem akademischen Grad eines Doctor iuris utriusque ab. Er wurde Kanoniker der Vatikanbasilika und am 20. August 1730 Päpstlicher Ehrenkammerherr. 1734 wurde er zum Apostolischen Ablegaten bestellt, seine Aufgabe war es, Kardinal Serafino Cenci, dem Erzbischof von Benevento, das rote Birett zu überbringen. Am 2. August 1735 wurde Baldassare Cenci Referendar an den Gerichtshöfen der Apostolischen Signatur und Hausprälat Seiner Heiligkeit. Vom 13. September 1737 bis zum Juni 1739 war er Gouverneur der Stadt Benevent. Nach Rom zurückgekehrt, wurde er 1739 anstelle von Alberico Archinto, der zum Nuntius in der Toskana ernannt worden war, Relator der Sacra Consulta, diese Position hatte er bis 1742 inne. Im Januar 1742 wurde er Auditor der Apostolischen Signatur. Im September 1753 wurde er Mitarbeiter des Auditors der Apostolischen Kammer, was er acht Jahre lang blieb, und am 26. November 1753 zudem Sekretär der Kongregation der Heiligen Consulta.
Papst Clemens XIII. kreierte Baldassare Cenci im Konsistorium vom 23. November 1761 zum Kardinal. Den Kardinalshut erhielt er am 26. November desselben Jahres, und am 25. Januar 1762 wurde ihm als Kardinalpriester Santa Maria in Aracoeli als Titelkirche verliehen. Er gehörte unter anderem der Konzilskongregation, der Indexkongregation und der Kongregation für die Dombauhütte von St. Peter an. Ferner ernannte ihn Clemens XIII. zum Delegaten und Generalbevollmächtigten für die Trockenlegung der Pontinischen Sümpfe. Im Rahmen dieses Auftrages reiste er im Dezember 1762 nach Sezze, Piperno und in nahegelegene Orte. Ende Februar 1763 kam er nach Nettuno, wo Kardinal Neri Corsini, sein Freund und früherer Förderer, ein Landhaus besaß. Am Abend des 1. März 1763 zog er sich, scheinbar bei bester Gesundheit, zur Nachtruhe zurück. Am nächsten Morgen wurde er tot aufgefunden.
Er war in den Morgenstunden des 2. März 1763 in Nettuno einem Schlaganfall erlegen. Zunächst wurde er in der Kirche von Nettuno beigesetzt. Am 16. Februar 1764 wurde sein Leichnam nach Rom überführt und dort in seiner Titelkirche Santa Maria in Aracoeli beigesetzt. Kardinal Cenci hinterließ seiner Familie Schulden in Höhe von 22.000 scudi und die fünfzehn Monate seines Kardinalats hatten der Familie damit nichts als einen immensen Vermögensverlust eingebracht.